# 東広島市立木谷小学校
東広島市立木谷小学校（ひがしひろしましりつ きだにしょうがっこう）は、広島県東広島市安芸津町木谷にある市立小学校。

## 概要
東広島市の南部にある。校区はジャガイモの栽培が盛んで、特に赤崎地区には広大なジャガイモ畑が広がっている。
なお、本校は小規模特認校に指定されており、条件を満たせば東広島市全域から通学できる。

## 沿革
- 1873年 - 木谷小学校駸々舎として開校。
- 1887年 - 木谷尋常小学校と改称。
- 1907年 - 木谷尋常高等小学校と改称。
- 1941年 - 木谷国民学校と改称。
- 1943年 - 村合併・町制施行により賀茂郡安芸津町立となる。
- 1947年 - 安芸津町立木谷小学校と改称。
- 1948年 - 木谷小学校PTA結成。
- 1956年 - 安芸津町の所属郡が豊田郡になったことにより、豊田郡安芸津町立となる。
- 1972年 - プール完成。
- 1984年 - 新校舎落成。
- 1997年 - エレベーター設置。
- 2003年 - 屋内運動場完成。
- 2005年 - 安芸津町が東広島市に編入されたことにより、東広島市立木谷小学校と改称。

## 学校行事
- 4月 - 入学式、遠足
- 5月 - 運動会、修学旅行
- 7月 - わくわく木谷
- 11月 - 学習発表会
- 3月 - 卒業式

## 通学区域
- 安芸津町木谷の一部[2]

本校は小規模特認校であるため、上記の地域以外にも東広島市全域から通学可能である。

## 進学先中学校
- 東広島市立安芸津中学校[2]

## 周辺
- ホボロ島